# Bojan
Bojan  è un nome proprio di persona slavo maschile, in particolare serbo, macedone, croato, sloveno e bulgaro; in cirillico è scritto Бојан (serbo e macedone) e Боян (bulgaro).

## Varianti
- Femminili: Bojana (Бојана in serbo e macedone, Бояна in bulgaro)

## Origine e diffusione
L'origine esatta del nome è discussa: generalmente, viene ricondotto al termine slavo Бой (Boj), che significa "battaglia", con l'aggiunta del suffisso -ан (-an), comune nei nomi bulgari.
Tuttavia, l'uso del nome nelle forme Bojan e Bajan è attestato fra la tribù altaica degli Avari nel VII secolo, nella persona di uno dei loro capi, Bajan I, motivo per cui si ipotizzano anche origini altaiche. È successivamente attestato sia fra i bulgari, sin dall'VIII secolo, sia, in epoca medievale, in russo, polacco, ceco e nelle lingue slave meridionali.

## Onomastico
La chiesa ortodossa bulgara commemora, il 28 marzo, san Bojan, detto "Enravota", principe bulgaro, figlio di Omurtag di Bulgaria e protomartire della Bulgaria; per tutte le altre confessioni il nome è adespota, e l'onomastico ricade quindi il 1º novembre, in occasione di Ognissanti.

## Persone
- Bojan Bakić, cestista montenegrino

Bojan Kurajica

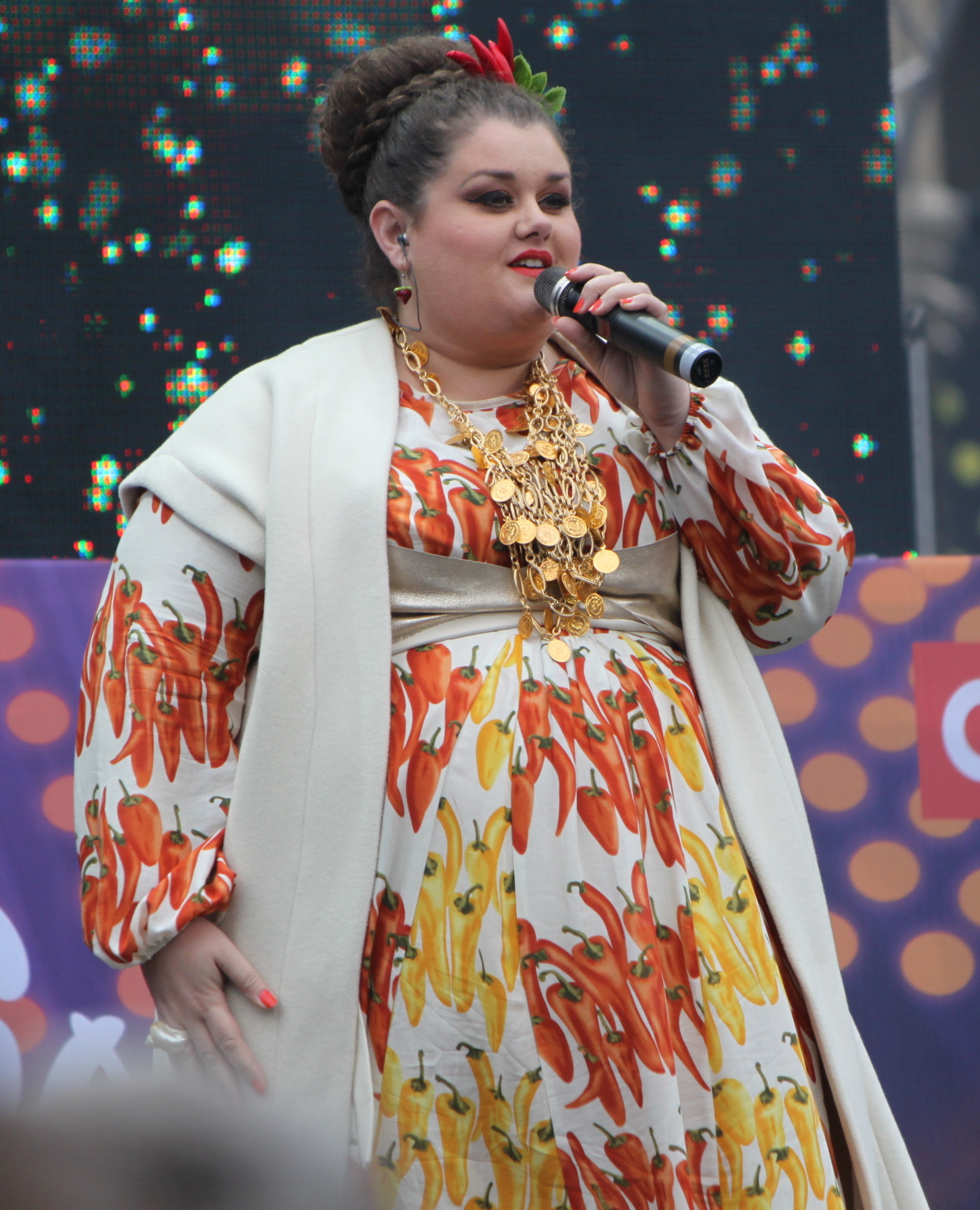
Bojana Stamenov

- Bojan Bazelli, direttore della fotografia montenegrino
- Bojan Đorđić, calciatore svedese
- Bojan Jokić, calciatore sloveno
- Bojan Jorgačević, calciatore serbo
- Bojan Križaj, sciatore alpino sloveno
- Bojan Krkić, calciatore spagnolo
- Bojan Kurajica, scacchista bosniaco
- Bojan Neziri, calciatore serbo

### Variante femminile Bojana
- Bojana Jovanovski, tennista serba
- Bojana Novaković, attrice serba
- Bojana Radulović, pallavolista serba
- Bojana Stamenov, cantante serba
- Bojana Živković, pallavolista serba